# Амаро (коммуна)
Амаро (итал. Amaro) — коммуна в Италии, располагается в регионе Фриули-Венеция-Джулия, в провинции Удине.
Население составляет 801 человек (2008 г.), плотность населения составляет 24 чел./км². Занимает площадь 33 км². Почтовый индекс — 33020. Телефонный код — 0433.
Покровителем коммуны почитается святитель Николай Мирликийский, чудотворец, празднование 6 декабря.

## Демография
Динамика населения: